# Драгутин Франасович
Драгутин Франасович е сръбски офицер и дипломат на активна служба през втората половина на XIX век.

## Биография
Постъпва в армията 19-годишен. Участва в сръбско-турските войни от 1876 – 1878 година като адютант на командващия Тимошката армия. От 1879 е адютант на княз Милан Обренович. Пет години по-късно достига полковнишки чин. През Сръбско-българската война е назначен за военен министър. След края на войната, през март 1886, застава начело на външното министерство и запазва поста (с прекъсване) до април 1888. Подписва Нишкото споразумение за нормализиране на отношенията с България. При крал Александър Обренович Франасович е повишен в генерал (през 1894), още два пъти е министър на войната (през април – юни 1893 и юни 1895 – декември 1896).